# Bataille de Tangdao
Guerres entre les dynasties Jin et Song
La Bataille de Tangdao (chinois : 唐岛之战) a lieu en 1161 et oppose les Jurchen de la dynastie Jin à la dynastie Song de Chine sur la Mer de Chine orientale. Il s'agit d'une tentative d'invasion des Jin afin de conquérir la dynastie des Song du Sud, mais se termine par un échec et une défaite des Jurchens. La marine de la dynastie Jin, équipée d'armes à feu et de flèches enflammées, subit de lourdes pertes. Au cours de cette bataille, le commandant de l'escadron Song, Li Bao, fait face au commandant Zheng Jia, l'amiral de la dynastie Jin. À propos du sort de Zheng Jia, le texte historique Jin Shi indique :
« Zheng Jia ne connaissait pas bien les routes maritimes (aux abords des îles), pas plus que la gestion de navires, et il ne pensait pas (que l'ennemi Song était proche). Mais tout à coup, ils sont apparus et nous trouvant peu préparé ils ont lancé des projectiles incendiaires sur nos navires. Donc en voyant ses navires en flamme et sans possibilité d'échappatoire, Zheng Jia s'est jeté à l'eau et noyé. »
Cette bataille est suivie par une autre confrontation navale, la Bataille de Caishi (chinois : 采石之战), qui a lieu en 1161. Sur l'importance de ces batailles et le développement de la première marine permanente en Chine durant les Song, l'historien Joseph Needham indique que sur un total de 11 escadrons et 3 000 hommes, la marine Song est passée en un siècle à 20 escadrons et 52 000 hommes, avec une base navale près de Shanghai. Le besoin d'une force navale régulière pour les Song est supporté par les riches marchands chinois dans le Sud. Au cours de la campagne des Jin en 1161, presque 340 navires participent aux batailles sur le fleuve Yangzi Jiang. Cette bataille fait suite à un long processus technologique. En 1129, les trébuchets lançant des bombes de poudre à canon sont décrits comme faisant partie de l'équipement standard sur tous les navires de guerre. Entre 1132 et 1183, un grand nombre de bateaux à roues à aubes, petits ou grands, sont construits. En 1203, certains sont équipées de plaques en fer. La marine des Song du Sud défait ainsi les attaques successives de la dynastie Jin et les tentatives d'invasions mongoles pendant presque deux siècles, remportant donc le contrôle de la Mer de Chine orientale.